# Альфонсо Негро
Альфонсо Негро (італ. Alfonso Negro, нар. 5 липня 1915, Бруклін, Нью-Йорк — пом. 7 листопада 1984, Флоренція) — італійський футболіст, фланговий півзахисник.
Насамперед відомий виступами за клуби «Фіорентина» та «Наполі», а також національну збірну Італії.
У складі збірної — олімпійський чемпіон.

## Клубна кар'єра
Народжений у США став одним з перших віхідців з Північної Америки, що грали в італійській Серії A. Підлітком приїхав на батьківщину предків, у футболі дебютував 1930 року виступами за команду нижчолігового клубу «Ангрі», в якій провів три сезони. Протягом 1933—1934 років захищав кольори команди клубу «Катандзаро».
Своєю грою за останню команду привернув увагу представників тренерського штабу клубу «Фіорентина», до складу якого приєднався 1935 року. Відіграв за «фіалок» наступні три сезони своєї ігрової кар'єри.
1938 року перейшов до «Наполі», у складі якого провів наступні три роки своєї кар'єри гравця. Більшість часу, проведеного у складі «Наполі», був основним гравцем команди.
Завершив футбольну кар'єру у нижчоліговому клубі «Ерколанезе», за команду якого виступав протягом 1942—1952 років.

## Виступи за збірну
1936 року був включений до складу національної збірної Італії для участі у футбольному турнірі на Олімпійських іграх 1936 року, що проходили у Берліні. На цьому турнірі вийшов на поле лише в одній грі — матчі півфіналу проти збірної Норвегії, в якому відкрив рахунок зустрічі, що завершилася перемогою італійців з рахунком 2:1. У фінальному матчі турніру, в якому італійці здолали збірну Австрії, ставши таким чином олімпійськими чемпіонами, на поле не виходив, гра проти норвежців лишилася єдиним офіційним матчем Негро у складі головної команди країни.

## Життя поза футболом
На початку Другої світової війни Негро, який на той час вже мав медичну освіту, проходив службу військовим медиком на італо-грецькому фронті (1941—1942).
У повоєнний період продовжив медичну кар'єру, спеціалізуючись в акушерстві та гінекології, читав лекції з цих дисциплін.
Помер 7 листопада 1984 року на 70-му році життя у місті Флоренція.
| Дата       | Місто  | Господарі | Результат  | Гості  | Турнір  | Голи | Примітки |
| ---------- | ------ | --------- | ---------- | ------ | ------- | ---- | -------- |
| 10/08/1936 | Берлін | Норвегія  | 1 – 2 д.ч. | Італія | ОІ 1936 | 1    |          |
| Усього     |        | Матчів    | 1          |        | Голів   | 1    |          |

## Титули і досягнення
- Олімпійський чемпіон: 1936